# Grand cru
Grand cru er en dansk kortfilm fra 2021 instrueret af Jonathan Rafael-Weis.

## Medvirkende
- Regitze Estrup
- Thomas Guldberg Madsen
- Eskild Tonnesen
- August Høyen